# Districtul Marburg-Biedenkopf
Districtul Marburg-Biedenkopf este un district rural (în germană Landkreis) din landul Hessa, Germania.
1. 1 2 3  GeoNames